# جان باتون
جان باتون (بالإنجليزية: Jean Patton)‏ هي عداءة سريعة أمريكية، ولدت في 1932.